# Arte y cultura
Arte y cultura son conceptos muy habitualmente emparejados para referirse a los productos artísticos y culturales que definen los rasgos más importantes de una civilización, especialmente en sus componentes más elitistas y subliminales de osoes (la alta cultura), pero también en lo que define su forma de vida y su manera de entender a sí misma y al mundo (cosmovisión, ideología).
Mientras que el uso más habitual del término "arte" es mayoritariamente restringido en su uso bibliográfico a las denominadas tradicionalmente artes mayores (pintura, escultura y arquitectura), las bellas artes clásicas incluyen también la danza, la música y la literatura; y se han añadido "nuevas artes" (séptimo arte -cine-, octavo arte o noveno arte -fotografía, cómic, televisión, publicidad-). Otro tipo del arte es aquella que vemos en pinturas, música y en la teoría del arte de las vanguardias (de modo que pudo hablarse de que las artes no mueren).
El concepto de cultura es aún más genérica e incluye todas las actividades humanas (desde la gastronomía hasta todas las manifestaciones del folclore, las tradiciones populares, las tendencias de la moda y las propuestas de todo tipo de subculturas -formas de ocio, tribus urbanas-).
Los aspectos ideológicos inseparables en el tratamiento del arte y la cultura hacen que en los estudios sobre ellas se refieran y a la religión, las doctrinas políticas y económicas, la ciencia y tecnología y todo tipo de relaciones sociales.<ref>
- Arnold Hauser Historia social de la literatura y el arte
- Jacob Burckhardt La cultura del renacimiento en Italia
- Johan Huizinga El otoño de la Edad Media: Estudios sobre la forma de la vida y del espíritu durante los siglos XIV y XV en Francia y en los Países Bajos</ref

## Periodos históricos
- Arte y cultura clásica
- Arte y cultura del franquismo.

## Naciones, regiones o localidades
- Arte y cultura de Portugal
- Arte, cultura y tradiciones de la provincia de León
- Arte y cultura en Antioquia (Apartado)

## Instituciones
- Centro Nacional de Arte y Cultura Georges Pompidou, París
- Museo Nacional de Arte y Cultura Afroamericana (Washington)
- Shizuoka Bunka Geijutsu Daigaku ("Universidad Shizuoka de Arte y Cultura" -en:Shizuoka University of Art and Culture-)
- Orden al Mérito Artístico y Cultural Pablo Neruda, Chile
- Consejo Nacional para la Cultura y el Arte (CONCULTURA), El Salvador
- Fundación para la Cultura y las Artes (Fundarte), Venezuela
- Pambansang Komisyon para sa Kultura at mga Sining, Comisión Nacional para la Cultura y las Artes (Filipinas)
- Consejo Nacional de la Cultura y las Artes (CNCA)
- Unidad Académica para la Cultura y las Artes de la Universidad de Guanajuato
- Fondo Nacional para la Cultura y las Artes (FONCA), México
- Consejo Nacional para la Cultura y las Artes de México (Conaculta)
- Instituto Aragonés de Arte y Cultura Contemporáneos, Zaragoza
- Centro de Arte y Cultura de Bangkok (-en:Bangkok Art and Culture Centre-)
- Centro Instructivo de Arte y Cultura (Centre Instructiu d'Art i Cultura), Vall d'Uxo
- Fraternidad Artística y Cultural La Diablada, Oruro
- Malecón de la cultura y las artes, Lázaro Cárdenas